# Rosama eminens
Rosama eminens är en fjärilsart som beskrevs av Felix Bryk 1950. Rosama eminens ingår i släktet Rosama och familjen tandspinnare. Inga underarter finns listade.